# Tiltil
Tiltil è un comune del Cile della provincia di Chacabuco. Si trova nella Regione Metropolitana di Santiago. Al censimento del 2002 possedeva una popolazione di 14.755 abitanti.

## Società

### Evoluzione demografica
| Censimento del 1992 | Censimento del 2002 |
| 12.838 ab.          | 14.755 ab.          |